# Буланово (Челябінська область)
Буланово (рос. Буланово) — село у Октябрському районі Челябінської області Російської Федерації.
Входить до складу муніципального утворення Октябрське сільське поселення. Населення становить 83 особи (2010). Населений пункт розташований на землях українського культурного та етнічного краю Сірий Клин.

## Історія
Від 4 листопада 1926 року належить до Октябрського району Челябінської області.
Згідно із законом від 15 вересня 2004 року органом місцевого самоврядування є Октябрське сільське поселення.

## Населення
| 2002 | 2010 |
| ---- | ---- |
| 148  | ↘83  |